# Sharīfābād (ort i Hamadan, lat 34,26, long 48,64)
Sharīfābād (persiska: شَريف آباد, شَريفابادِ طَجَر, شریف آباد) är en ort i Iran.   Den ligger i provinsen Hamadan, i den nordvästra delen av landet, 300 km sydväst om huvudstaden Teheran. Sharīfābād ligger 1 854 meter över havet och antalet invånare är 176.
Terrängen runt Sharīfābād är kuperad söderut, men norrut är den platt. Terrängen runt Sharīfābād sluttar norrut. Runt Sharīfābād är det ganska tätbefolkat, med 104 invånare per kvadratkilometer. Närmaste större samhälle är Malāyer, 17,4 km öster om Sharīfābād. Trakten runt Sharīfābād består i huvudsak av gräsmarker.